# Kasteel Goor
Het kasteel Goor of borg Goor stond in de Nederlandse stad Goor, provincie Overijssel. Het kasteel lag op een strategische locatie en diende als bisschoppelijk grenskasteel in het Oversticht. Toen het kasteel Diepenheim in 1331 deze rol overnam, verloor het kasteel Goor zijn functie. Na de verwoesting in 1348 is het kasteel niet meer herbouwd en sindsdien maakte het geen deel meer uit van de vestingwerken van Goor.

## Geschiedenis
Waarschijnlijk is het strategisch gelegen kasteel al rond 1140-1150 door de Utrechtse bisschop gebouwd om de handelsroute van Deventer richting het oosten te controleren. De oudste vermelding van het kasteel dateert uit eind 12e eeuw: in de charter Memoriale Adelboldi wordt gesproken van een bisschoppelijk kasteel dat in leen was uitgegeven aan de heer van Goor.

### Graven van Goor
De familie Van Goor was reeds sind de 12e eeuw actief in het zuidwesten van Twente en beschikte mogelijk al vroeg over een residentie. Ze traden op als de banierheren van de bisschop en werden door hem beleend met het kasteel Goor, dat nu als het stamhuis van deze graven van Goor ging dienen.
In de 13e eeuw stelden de graven van Goor zich steeds zelfstandiger op tegenover hun leenheer, de bisschop van Utrecht. Daarom viel Willem II van Holland - een neef van bisschop Otto III - in 1248 het kasteel aan en nam graaf Godefridus van Goor gevangen. De bisschop nam het kasteel weer geheel over in eigen bezit en stelde er voortaan een kastelein aan als beheerder. Zelf was hij soms ook aanwezig op het kasteel en vaardigde daar charters uit, zoals de toekenning van stadsrechten aan Enschede in 1325.

### Stadsrechten
In 1263 schonk bisschop Hendrik van Vianden stadsrechten aan Goor. Hij hoopte dat het strategisch gelegen Goor hierdoor een bruikbaar militair steunpunt werd in zijn strijd tegen onder andere het graafschap Gelre. Twee jaar eerder was het kasteel immers nog door de graaf van Gelre platgebrand.
De stad ontwikkelde zich aan de zuidwestzijde van het kasteel, op het lege terrein van het Schild. Hier lag een zogenaamd paraboolduin met in het midden een laagte. Tussen 1275-1280 werd rondom dit duin een gracht gegraven die aansloot op de bestaande slotgracht; het vrijkomende zand werd gebruikt om de laagte in het midden van het duin op te vullen, zodat een heuvel ontstond van ruim twee meter hoog en 160 meter in doorsnee. Op deze heuvel werd vervolgens een stedelijke nederzetting gebouwd met stadspoorten.

### Borgmannen
In het zuidwesten van Twente ontstond in de middeleeuwen een systeem van borgmannen: deze werden geacht de bisschop bij te staan in de strijd en kregen een borgleen om in hun onderhoud te voorzien. In Goor waren er in 1263 reeds borgmannen aanwezig en mogelijk zelfs al in 1227. De borgmannen waren verplicht om in of nabij het kasteel - de borg - te wonen, zodat ze snel te hulp konden schieten bij gevaar. In 1313 ging het om twintig borgmannen die woonachtig waren in Goor, waarbij onduidelijk is of zij woonden op het kasteel of binnen de muren van het Schild. In de loop van de 14e eeuw nam het aantal borgmannen af en zij werden tevens niet meer verplicht om in Goor te wonen; het was voldoende als zij woonden onder de klokkenslag van Goor. Op hun bezittingen buiten de stad bouwden zij hun eigen kastelen.

### Herbouw en definitief verval
In 1311 werd het kasteel Goor opnieuw verwoest, maar nu door de burgers van Groenlo, die een conflict hadden met de bisschop en de inwoners van Goor. De burgers van Groenlo moesten vervolgens zorgdragen voor herstel van het kasteel. Onder bisschop Gwijde van Avesnes werd de burcht nu herbouwd.
Het kasteel diende in de 14e eeuw ook enkele jaren als ambtswoning voor de schout van Twente. Zo verpandde bisschop Jan van Diest (1300-1340) zowel het kasteel als het schoutambt. Het was ook deze bisschop die in 1331 kasteel Diepenheim aankocht, waarmee de burcht van Goor niet langer als grenskasteel diende en dus aan belang inboette.
In 1348 verwoestte Gijsbrecht V van Bronckhorst het kasteel.
Vanaf 1380 investeerde bisschop Floris van Wevelinkhoven opnieuw in de grensverdediging van het Oversticht. Hierin kreeg kasteel Diepenheim een belangrijke rol toebedeeld. Voor de burcht van Goor betekende dit de definitieve ondergang, want de burcht was overbodig geworden en raakte nu ook zijn administratieve en juridische functies kwijt. De laatste restanten werden in 1392 gesloopt. Het voormalige kasteelterrein bleef nog wel geruime tijd omgracht. 

## Beschrijving
Het kasteel Goor is mogelijk al rond 1140-1150 gebouwd door de Utrechtse bisschop. In zijn oudste vorm ging het vermoedelijk om een omgrachte ringwalburcht of een motte, een gebruikelijke bouwwijze voor bisschoppelijke kastelen. Het kasteel was omgeven door moerassen en wildernis en lag op een strategische locatie langs de handelsroute van Deventer naar het oosten.  
Na de verwoesting van de burcht in 1311 volgde een herbouw onder bisschop Gwijde van Avesnes. Dit zal zijn afgerond vóór zijn overlijden in 1317. Onbekend is hoe het kasteel er uit heeft gezien.
Uit grondradaronderzoek is naar voren gekomen dat zich nog restanten van het kasteel in de ondergrond bevinden.
Den Aalshorst · Den Alerdinck · Huis Almelo · Arkelstein · Averbergen · Azoelen · Backenhagen · Bellinckhof · Den Berg · Huis Bergentheim · Beugelskamp · Beverfeurde · Blankena · Hof te Boekelo · Borgbeuningen · Havezate Boskamp · Boxbergen · Havezate Brecklenkamp · Bredenhorst · Buckhorst · Campherbeek · Colckhof · Den Dam · Huis Diepenheim · Dingshof · Dubbelink · Kasteel Eerde · Egede · Havezate Elsen · Everlo · Landgoed Frieswijk · Glinthuis · Goor · Huis Gramsbergen · Grimberg · Grotenhuis · De Haere · Haerst · Hagmeule · Slot Hardenberg · Huis Heeckeren · Huis Hengelo · Herxen · Hofstede · Hogenhof · Hondeborg · Katenhorst · Kevelham · Kranenburg · De Kuile · Het Laar · Leemcule · Luttenberg · Mataram · Mennigjeshave · Nijenhuis (Diepenheim) · Nijenhuis (Olst-Wijhe) · Oldemeule · Olidam · Oosterhof · Huis te Ootmarsum · Den Ordel · Pekkedam · Pothof · Rande · Kasteel Rechteren · Het Reelaer · Rhaan · Rutenberg · Huis Saasveld · Havezate Schoonheten · Havezate Schuilenburg · Singraven · Stoevelaar · Kasteel Toutenburg · Twickel · Vechterweerd · Venebrugge · Kasteel Voorst · Warmelo · Wegdam · Weldam · Weleveld · Huis Werkeren · Westerflier · Wittenstein · Zuthem